# Holsingeria unthanksensis
Holsingeria unthanksensis är en snäckart som beskrevs av Robert Hershler 1989. Holsingeria unthanksensis ingår i släktet Holsingeria och familjen tusensnäckor. Inga underarter finns listade i Catalogue of Life.